# 汉诺威96二队
汉诺威96二队（德語：Hannover 96 II）是一支来自下萨克森州汉诺威的一支德国足球队，为汉诺威96足球俱乐部的预备队。该队曾取得的最大成就是三夺现已不复存在的德国业余足球锦标赛冠军，分别为1960年、1964年和1965年。它也曾五次参加德国足协杯，分别为1966-67赛季、1976-77赛季、1981-82赛季、1982-83赛季和2004-05赛季。